# Клайдер Маседо
Клайдер Виторио Бравин Маседо (на португалски: Klaidher Vittorio Bravin Macedo) е бразилски футболист, който играе на поста централен защитник. Състезател на Крумовград.

## Кариера
Маседо е бивш играч на Деспортиво Бразил, Бандейранте, ВОКЕМ, Сао Жозе СП, Марилия и Гремио Анаполис.
На 28 февруари 2023 г. Клайдер подписва със старозагорския Берое. Дебютира на 13 март при равенството 0:0 като гост на Локомотив (Пловдив).
На 13 юли 2023 г. бразилецът е обявен за ново попълнение на Крумовград. Прави дебюта си на 14 юли при победата с 3:1 като домакин на Лудогорец.